# 蚕豆虫属
蚕豆虫属（学名：Fabrea）是爽口科下的一个属。

## 下属物种
本属包括以下物种：
- Fabrea salina Henneguy, 1890